# 拜文汇
拜文汇（1969年—），男，汉族，陕西大荔人，中华人民共和国政治人物。现任山东华信集团董事长，山东外国语职业技术大学董事长。第十四届全国政协委员。